# Amomum subulatum
Il cardamomo nero (Amomum subulatum Roxb.) è una pianta della famiglia delle Zingiberaceae, i cui semi sono usati come spezia.
Il cardamomo nero proviene dall'Himalaya orientale e dalla Cina e viene coltivato principalmente in Nepal e nello stato indiano del Sikkim.

## Descrizione

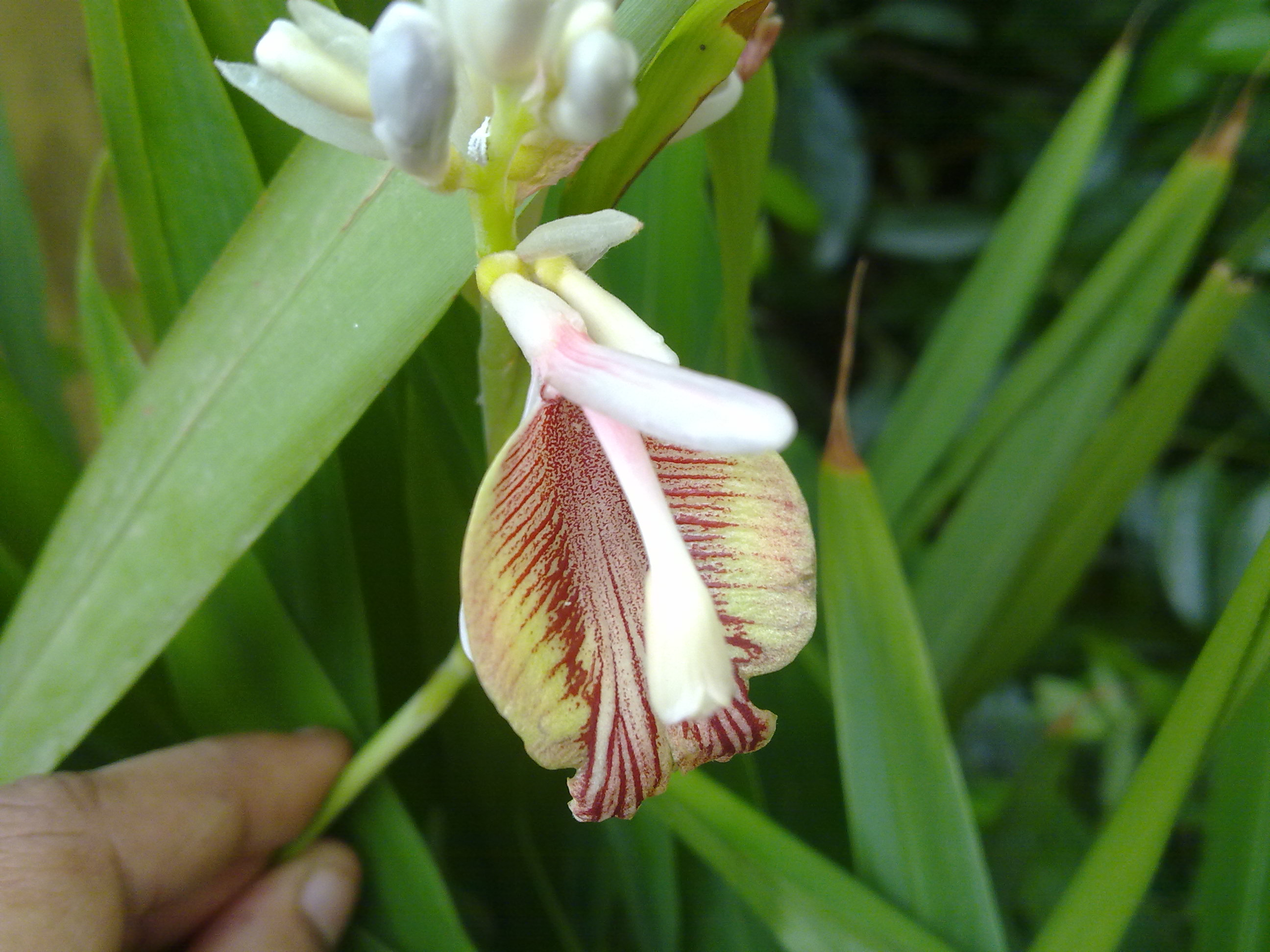
Fiore di cardamomo nero

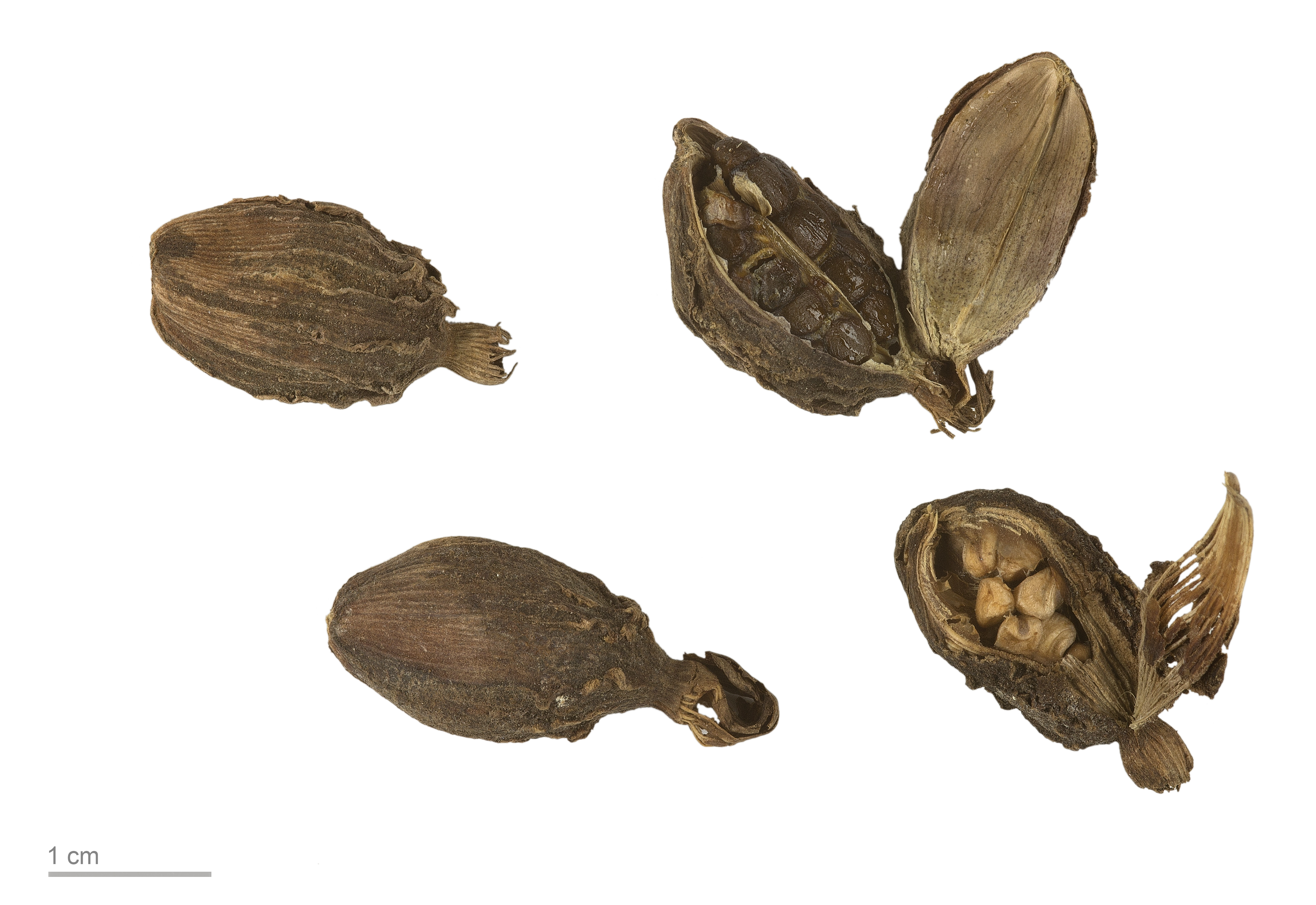
Capsule di cardamomo nero

Amomum subulatum è una pianta erbacea perenne e raggiunge altezze da 1 a 2 m. Le foglie le infiorescenze nascono direttamente dal rizoma ramificato. Le lamine fogliari appuntite, glabre, allungate-lanceolate, arrotondate alla base o cuneiformi misurano 25–60 cm di lunghezza e 3,5–11 cm di larghezza. Mentre le foglie inferiori sono quasi sessili, quelle superiori presentano picciolo lungo 1–3 cm.
Il periodo di fioritura va da maggio a giugno. Il fusto dell'infiorescenza è lungo da 0,5 a 5 cm ed è ricoperto di foglie marroni. L'asse dell'infiorescenza è ingrossato, approssimativamente circolare, che misura fino a 5 cm di diametro. Le brattee sono di colore rosso vivo e hanno l'estremità tipicamente indurita e smussata, sono tubolari e lunghe circa 3 cm.
I fiori ermafroditi sono zigomorfi e tripartiti con doppio perianzio. Il calice è fuso fino a metà della sua lunghezza. La corolla è giallastra e lunga circa quanto il calice.
I frutti sono capsule arrotondate, di colore rossastro o bruno-rossastro, con un diametro da 2 a 2,5 cm. Maturano in Cina da giugno a settembre.

## Distribuzione e habitat
Il cardamomo nero è originario del sud-est asiatico e si trova sul margine sud-orientale dell'Himalaya in Bhutan, Nepal e India settentrionale, e più a sud-est in Bangladesh, Myanmar e Cina meridionale. Il cardamomo nero cresce in Cina ad altitudini comprese tra 300 e 1300 metri.

## Usi

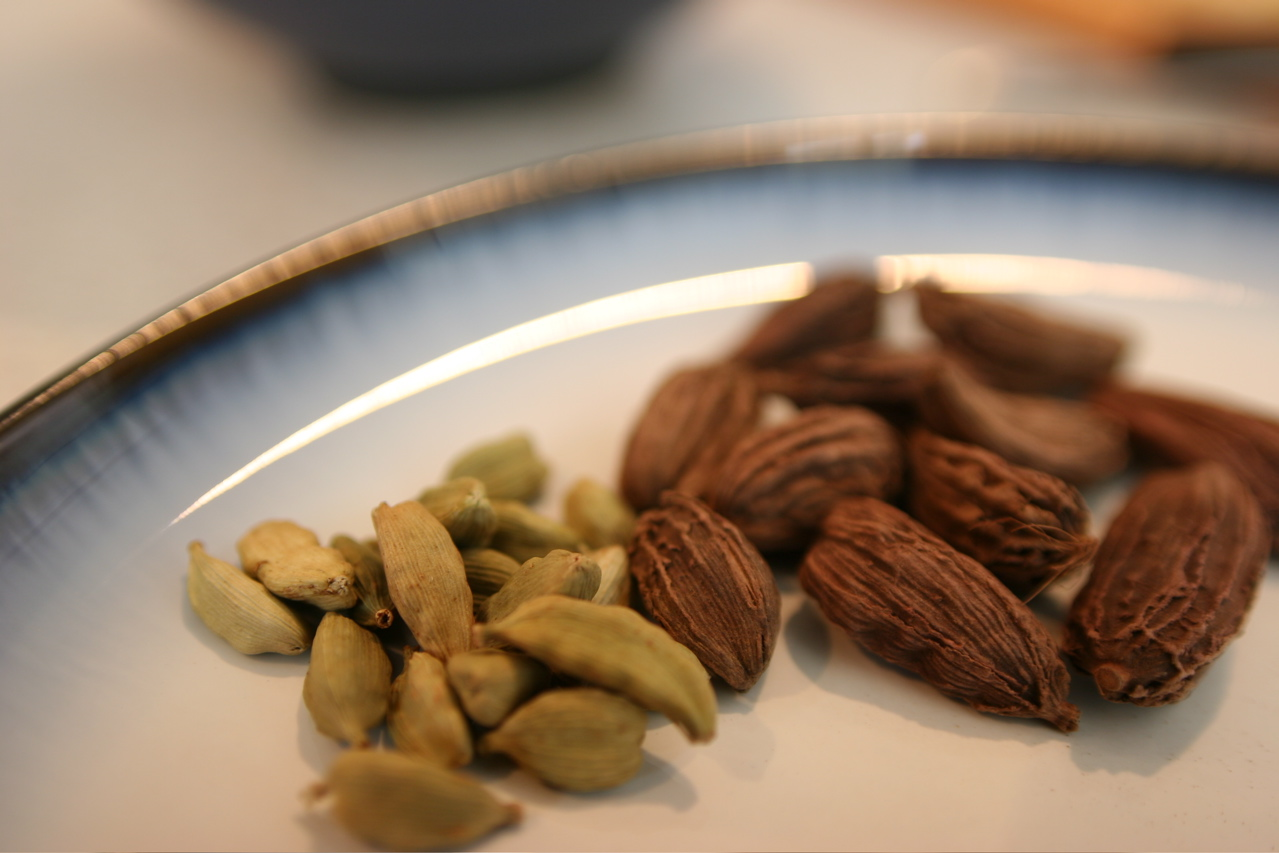
Cardamomo verde (Elettaria cardamomum) e nero a confronto

Le capsule vengono utilizzate come spezia in modo simile alle capsule di cardamomo verde, ma il gusto è diverso. A differenza del cardamomo verde, il cardamomo nero viene utilizzato raramente nei piatti dolci. Il suo aroma amaro e terroso, che ricorda il legno di conifere e la canfora, e il suo gusto affumicato derivano dalla tradizionale essiccazione sul fuoco. La spezia viene utilizzata principalmente in sostanziosi piatti di carne. Fa parte anche della cucina indiana.